# Donzy-le-National
Donzy-le-National korábbi község (település) Franciaországban, Saône-et-Loire megyében. 2017. január 1-jén Massy, La Vineuse és Vitry-lès-Cluny községgel egyesült és La Vineuse sur Fregande új község része lett.
Lakosainak száma 223 fő (2018. január 1.). Donzy-le-National Saint-Vincent-des-Prés, Buffières, Château, Chiddes és La Vineuse községekkel határos.

## Népesség
A település népességének változása:
| Lakosok száma | 199  | 207  | 222  | 223  |
|               | 2013 | 2015 | 2017 | 2018 |